# 루손땃쥐
루손땃쥐(학명: Crocidura grayi)는 땃쥐과에 속하는 포유류의 일종이다. 필리핀의 고유종이다. 서식지 감소로 멸종 위협을 받고 있다.